# Доценко, Вячеслав
Вячесла́в Доце́нко (род. 1958) — советский легкоатлет, специалист по бегу на короткие дистанции. Выступал на всесоюзном уровне в конце 1970-х — начале 1980-х годов, двукратный серебряный призёр чемпионата Европы среди юниоров, двукратный чемпион СССР, победитель первенств всесоюзного и всероссийского значения. Представлял Ростов-на-Дону, спортивное общество «Трудовые резервы» и Вооружённые силы.

## Биография
Вячеслав Доценко родился в 1958 году. Занимался лёгкой атлетикой в Ростове-на-Дону, выступал за добровольное спортивное общество «Трудовые резервы» и Вооружённые силы.
Первого серьёзного успеха на всесоюзном уровне добился в сезоне 1977 года, когда на чемпионате СССР в Москве с командой РСФСР одержал победу в программе эстафеты 4 × 400 метров. Попав в состав советской сборной, выступил на юниорском европейском первенстве в Донецке, где завоевал серебряные награды в индивидуальном беге на 400 метров и в эстафете 4 × 400 метров.
В 1978 году на чемпионате СССР в Тбилиси с личным рекордом 46,34 превзошёл всех соперников на дистанции 400 метров, тогда как в эстафете 4 × 400 метров стал серебряным призёром.
В эстафете 4 × 400 метров взял бронзу на чемпионате страны в рамках VII летней Спартакиады народов СССР в Москве, занял третье место на Кубке Европы в Турине.
В 1981 году выиграл домашний старт в Ростове-на-Дону. На чемпионате СССР в Москве выиграл бронзовую медаль в дисциплине 400 метров и вновь победил в эстафете 4 × 400 метров.